# ニデックオーケーケー
ニデックオーケーケー株式会社（ニデックオーケーケー、英: NIDEC OKK CORPORATION）は、兵庫県伊丹市に本社を置くマシニングセンタなどの工作機械メーカーである。

## 沿革
- 1915年 - 松田重次郎が大阪市に株式会社松田製作所設立（松田重次郎は後に郷里の広島に帰り、東洋工業（現・マツダ）の経営を引き継ぐ)
- 1920年 - 株式会社大阪機械工作所に社名変更。
- 1938年 - 大阪機工株式会社に社名変更。
- 1939年 - 兵庫県川辺郡伊丹町（現・伊丹市）に猪名川製造所を開設。
- 1949年 - 東京証券取引所、大阪証券取引所上場。
- 1961年 - フランス・ラモ社と工作機械（OKK-RAMO）の技術援助契約を締結。
- 1971年 - 東洋工業へロータリーエンジンの加工ライン機を二機納入。ロータリーエンジンの製造に使用された。
- 1974年 - ハイスピードフィニッシャを開発し、第3回日本国際繊維機械見本市に出品、販売を開始。
- 1979年 - タイ・チンダスク社に対して水道メーターの下ケース製造技術輸出契約を締結。
- 1982年 - FMS（フレキシブル生産システム）を開発、第11回日本国際工作機械見本市に出品し好評を得た。同年より販売を開始。
- 1988年 - 韓国・三星重工に対し、工作機械（立体及び横型マシニングセンタ6種類）の技術援助契約を締結。
- 1989年 - タイに現地法人を設立。工作機械などの主要部材である鋳物の現地調達を開始。
- 1991年 - 東京テクニカルセンター竣工。
- 1995年 - 繊維機械の中国及び国際市場への輸出拠点として、中国に天津OKK機械有限公司を設立。
- 1997年 -  愛知県のアイシン精機にて火災が発生。多くの工作機メーカーが復旧に携わり、当社からも工作機を納品。
- 1998年 - 北米GMグループの企業へ、HMシリーズを軸に工作機を数年に渡り納品する。
- 1999年 - ISO9001認証取得。
- 2001年 - 三菱重工業向けに横型MCを納品。発電所のタービン加工に使用されたと言われる。以降、神戸、横浜の三菱重工へ納品する。
- 2004年 - 大阪市から伊丹市に本社を移転。
- 2005年 - 技術センター竣工。
- 2006年 - 中国に工作機械の販売拠点として大阪机工(上海)商貿有限公司を設立
- 2007年 - ISO 14001認証取得。
- 2010年 - 第1回乃至第10回行使価額修正条項付新株予約権10億円発行。
- 2011年 - タイ・チャオプラヤ川流域で起こった洪水の影響でホンダの生産ラインが水没。当社は以前から取り引きのある間柄であったため、生産復旧の為に尽力。
- 2012年
  - インドネシアに工作機械の販売拠点としてPT.OKK　INDONESIAを設立
  - 重切削用マシニングセンターMCH8000を軸に横型、縦型マシニングセンターの重切削モデルを展開する。
- 2013年10月 -  ThaiOKKにて横型マシニングセンターHMC400の製造を開始する。北米、欧州、アジアへの販売力強化をはかる。
- 2014年 - 新M工場の竣工。
- 2015年 - 創立100周年を迎えるのを機に、OKK株式会社に社名変更。なお、OKKの通称は1991年から使用していた。
- 2021年 - 棚卸資産の過大計上が発覚し株式が監理銘柄に移行[4]。上場は維持されるも、浜辺義男社長が退任[5]。
- 2022年
  - 2月 - 日本電産（現・ニデック）が第三者割当増資を引き受け、子会社化[6][7]。
  - 7月 - ニデックオーケーケー株式会社に社名変更。
- 2023年
  - 2月27日 - 東証スタンダード市場上場廃止。
  - 3月1日 - 株式交換により日本電産の完全子会社となる[8][9]。